# دلوال
دلوال (به انگلیسی: Dalwal) یک منطقهٔ مسکونی در پاکستان است که در ناحیه چکوال واقع شده‌است.